# Санта Маргерита (Месина)
Санта Маргерита је насеље у Италији у округу Месина, региону Сицилија.
Према процени из 2011. у насељу је живело 225 становника. Насеље се налази на надморској висини од 230 м.